# Zzzax
Zzzax es un personaje que aparece en los cómics estadounidenses publicados por Marvel Comics. El personaje apareció por primera vez en The Incredible Hulk # 166 (agosto de 1973), y fue creado por Steve Englehart y Herb Trimpe.
Creado por accidente durante un acto terrorista, Zzzax es un ser de electricidad pura que puede absorber y descargar potentes corrientes de electricidad. Su tamaño y fuerza dependen de la cantidad de electricidad absorbida. También puede absorber la energía del cerebro humano, tomando temporalmente la personalidad de la víctima.

## Biografía ficticia del personaje
Debutando en el título The Incredible Hulk, Zzzax es una criatura humanoide formada por electricidad por un acto de sabotaje en una planta de energía nuclear Con Ed en la ciudad de Nueva York. Un grupo de terroristas que destruyen los dinamos, comenzó una reacción en cadena que provocó una rápida acumulación de energía, que toma vida propia y absorbe las mentes de los terroristas y varios ingenieros. Mediante el uso de la energía eléctrica de su cerebro, la entidad es capaz de lograr la forma humanoide y sensibilidad. Llamándose a sí mismo, Zzzax, la entidad lucha contra Hulk y Hawkeye antes de ser derrotado.
El personaje vuelve al título The Incredible Hulk y ataca a un centro de investigación en Chicago. Hulk lucha con Zzzax a un punto muerto antes de que varios científicos cerraron el proceso que recrea a Zzzax. Zzzax reaparece en el título Luke Cage, Power Man, y persigue a los hombres responsables de su última derrota. Power Man derrota a la entidad, pero no antes de que mate a uno de los científicos. Zzzax regresa en el título Hulk para enfrentar una versión inteligente del monstruo que posee la inteligencia de Bruce Banner, pero es derrotado rápidamente. Mephisto más tarde reforma la entidad en la limitada serie Secret Wars II, a pesar de que es derrotado por La Mole. En el título West Coast Avengers, los caracteres de equipos de Zzzax con fuerza fundamental de villanos como Gravitón, Quantum y Halflife, pero está cortocircuitado por Hawkeye.
El título Hulk detalla cómo Zzzax es finalmente capturado y contenido por S.H.I.E.L.D., que transportan a la Base Gamma. El General Thunderbolt Ross se encarga de su mente para ser transferido en el cuerpo de Zzzax y se enfrenta a una nueva versión de Hulk, cuyo alter ego es Rick Jones. Ross cede el control de la entidad poco después de salvar a su hija Betty Ross Banner, al darse cuenta de que sus acciones habían arriesgado vidas. Zzzax lucha contra de Iron Man en el título Marvel Comics Presents y Cable de la serie homónima.
La entidad vuelve a aparecer en el título Nuevos Vengadores y participa en la fuga masiva de super-villanos de la celebración de las instalaciones, La Balsa. El segundo volumen del título She-Hulk revela que el personaje ha sido contenido por S.H.I.E.L.D. Luego de escapar brevemente y hacer que los sistemas de defensa del Helicarrier de la organización contra sus agentes (incluidos los Life Model Decoys), sean recapturados por She-Hulk.
Los Poderosos Vengadores más tarde aprehenden a Zzzax cuando atacó a Nueva Delhi.
Zzzax más tarde, aparece en los servicios de M.O.D.O.K. Superior cuando se trata de atacarlo a Hulk Rojo.
Durante el argumento Miedo Encarnado, Zzzax estaba con M.O.D.O.K. Superior cuando se trata de competir contra Zero / Uno y Black Fog en conseguir primero a Hulk Rojo.

## Poderes y habilidades
Como un ser de electricidad pura, Zzzax es capaz de absorber y descargar poderosas corrientes de electricidad; la manipulación de los campos cercanos y equipos eléctricos, y volar. De tamaño y fuerza aumentos del personaje en proporción a la cantidad de electricidad absorbida. Este control de la corriente eléctrica se extiende hasta el sistema nervioso humano, como Zzzax ha demostrado el control de Hulk. Zzzax también depende de la electricidad del cerebro, y al matar presas tomará temporalmente en los rasgos de la personalidad de la víctima. Zzzax ha demostrado la generación de calor intenso, hasta el punto por el cual el agua - una debilidad anterior -. Se evapora antes de tocarlo.

## En otros medios

### Televisión
- Zzzax aparece en The Incredible Hulk, con la voz de Michael Bell, Leeza Miller McGee y Kevin Schon. En el episodio "Raw Power", el trabajador de la planta de energía nuclear Mitch McCutcheon intenta ayudar a Bruce Banner a curarse de Hulk. Sin embargo, los guardias de seguridad rompen y dañan la máquina; McCutcheon rescata a Bruce, pero se transforma en Zzzax cuando la máquina explota. Impulsado por su transformación, Zzzax intenta chupar tanta energía como sea posible para mantener su nueva forma. Zzzax finalmente se transforma de nuevo a la normalidad después de una pelea con Hulk que los lleva a caer de una represa hidroeléctrica y al agua. Más tarde hace un breve cameo durante un flashback durante el episodio "Sangre inocente", cuando Ghost Rider usa la Mirada de la Penitencia en Hulk.
- Zzzax aparece en la serie animada de televisión The Super Hero Squad Show, con la voz de Jonathan Mankuta. En el episodio "Un palo de golf Walks Among Us", el Doctor Doom le pares con Pyro en el ataque a una parte de la pared que separa el Super Hero City y Villainville con el fin de permitir a las fuerzas del Doctor Doom para invadir. Fueron derrotados por los Héroes de Alquiler y remitidos a la cámara acorazada. En el episodio "El derretimiento del hielo Cometh" Zzzax está emparejado con Pyro y Trapster como "Equipo Toxic" para construir una máquina super-spinner con el fin de hacer girar la Tierra lo suficiente para enviar el Super Hero City en un dispositivo de espacio construido por el Doctor Doom en su último plan para obtener los Fractales Infinitos.
- Zzzax aparece en dos episodios de la serie animada de televisión The Avengers: Earth's Mightiest Heroes, primera temporada. En el episodio "La Fuga, Parte 1", que es uno de los muchos supervillanos liberados del Cubo, chocando brevemente con Hulk antes de escapar. En el episodio "Mundo Gamma, Parte 1", Zzzax asiste al U-Foes y la Brigada de Demolición en atacar al Vengadores cuando entran en el Cubo. Todos los villanos son derrotados, aunque Zzzax logra hacer cortocircuito traje de Avispa, de materiales peligrosos, lo que la hizo ser mutado por la radiación gamma y se sometió al Líder por control mental.
- Zzzax aparece en Ultimate Spider-Man, con la voz de Dee Bradley Baker. Esta versión toma la forma de un humanoide flaco.
  - En la primera temporada, episodio 7, "La Exclusiva". Cuando Mary Jane Watson entrevista a Spider-Man, Zzzax y Hulk aparecen a mediados de batalla donde su lucha provoca un alboroto a través de Nueva York. La policía era incapaz de ver Zzzax hasta que absorbe la energía suficiente para que pueda ser visto. Después de atraer Zzzax a los subterráneos, Spider-Man es casi asesinado por la criatura, pero Hulk lo salva y Zzzax es aparentemente destruido. Más tarde, se reveló Zzzax no murió, pero sus poderes fueron cortocircuito. Con la ayuda de Hulk y S.H.I.E.L.D., Spider-Man derrota a Zzzax por un cortocircuito a cabo con demasiada energía antes de que pudiera absorber toda la energía de la ciudad.
  - En la tercera temporada, se verá nuevamente en el episodio 24, "Concurso de Campeones, parte 2", Zzzax se empareja con el Doctor Octopus y el Hombre Absorbente en un juego de "Último equipo permanente" contra Spider-Man, Skaar, Black Widow y Power Man. Spider-Man lo elimina del juego por él golpeando de un edificio y en las aguas de la inundación que el Gran Maestro había convocado.
- Zzzax aparece en la primera temporada de Avengers Assemble, episodio 20, "El Día del Padre de Todo". Él pone sitio a la de las Naciones Unidas hasta que Los Vengadores llegan. Los Vengadores comienzan a sobrecargar a Zzzax enérgicamente hasta que fue derrotado por Odín.

### Cine
- Zzzax aparece en Iron Man y Hulk; Heroes Unidos, con la voz de Dee Bradley Baker. Esta versión fue creada por científicos de HYDRA, Dr. Cruler y el Dr. FUMP.

- Se le planificó durante los primeros guiones de Hulk de 2003, aunque se le descartó; sus poderes son usados por el personaje de David Banner (padre de Bruce) durante la confrontación final con su hijo.

### Juguetes
- Zzzax también forma parte de los Toy Biz y Heroclix líneas.

### Videojuegos
- Zzzax aparece como villano en el videojuego Marvel: Avengers Alliance, debutando en Spec Ops 32.[16]
- Zzzax aparece como un jefe en el videojuego Marvel´s Initiative